# Паредеш
Паре́деш (порт. Paredes; МФА: [pɐ.ˈɾe.dɨʃ], Паре́диш) — муніципалітет і місто в Португалії, в окрузі Порту. Розташований у північно-західній частині країни, на теренах історичної португальської провінції Дору-Міню. Належить до Портуської діоцезії Католицької церкви в Португалії. Права міського самоврядування має з 1836 року. Поділяється на 18 парафій. За адміністративним поділом, чинним до 1976 року, був складовою провінції Берегове Дору. Площа муніципалітету — 156,76 км², населення муніципалітету — 86854 ос. (2011); густота населення — 554,06 осіб/км²
. Патрон — Спаситель. Святковий день муніципалітету — 1-й понеділок після 3-ї неділі липня. Поштовий індекс — 4580.  Код місцевої адміністративної одиниці — 1310. Складова статистичного регіону Північ.

## Географія
Паредеш розташований на північному заході Португалії, в центрі округу Порту.
Паредеш межує на півночі з муніципалітетом Пасуш-де-Феррейра, на сході — з муніципалітетами Лозада і Пенафієл, на південному заході — з муніципалітетом Гондомар, на заході — з муніципалітетом Валонгу.

## Населення
| Кількість мешканців | Кількість мешканців | Кількість мешканців | Кількість мешканців | Кількість мешканців | Кількість мешканців | Кількість мешканців | Кількість мешканців | Кількість мешканців | Кількість мешканців | Кількість мешканців | Кількість мешканців | Кількість мешканців | Кількість мешканців | Кількість мешканців | Кількість мешканців |
| ------------------- | ------------------- | ------------------- | ------------------- | ------------------- | ------------------- | ------------------- | ------------------- | ------------------- | ------------------- | ------------------- | ------------------- | ------------------- | ------------------- | ------------------- | ------------------- |
| 1864                | 1878                | 1890                | 1900                | 1911                | 1920                | 1930                | 1940                | 1950                | 1960                | 1970                | 1981                | 1991                | 2001                | 2011                |                     |
| 17 652              | 18 042              | 19 757              | 20 911              | 23 256              | 24 853              | 26 304              | 31 629              | 36 274              | 43 388              | 53 140              | 67 693              | 72 999              | 83 376              | 86 854              |                     |